# Копац Євген Іванович
Копац Євген Іванович (15 лютого 1889, село Войтове, Київська губернія, Російська імперія — 16 лютого 1922, Харків) — підполковник Дієвої Армії УНР.

## Біографія
Народився у селі Войтове Київської губернії Російської імперії.
Останнє звання у російській армії — поручик.
У 1918—1919 роках — помічник командира 1-го Запорізького панцерного дивізіону. Під час Гетьманату був підвищений до рангу сотника. З 15 липня 1919 року — помічник командира 6-го інженерного куреня 6-ї Запорізької дивізії Дієвої Армії УНР. З вересня 1919 року — командир цього куреня.
Учасник Першого Зимового походу: начальник технічної частини штабу Збірної Запорізької дивізії, старшина штабу Дієвої Армії УНР, лицар Залізного Хреста (ч. 10).
З 6 травня 1920 року — начальник загального відділу штабу Дієвої Армії УНР. З 23 липня 1920 року — представник управління постачання при штабі 6-ї польської армії.
З 8 вересня 1920 року —командир автоброньової батареї.
З січня 1921 року перебував в офіцерському резерві при 2-й Волинській дивізії Армії УНР. 3 квітня 1921 року — командир цього резерву.
Учасник Другого Зимового походу 04—19 листопада 1921 року: дивізійний інженер Збірної Київської дивізії. 17 листопада 1921 року потрапив у полон під час бою біля села Малі Миньки. Разом з іншими полоненими 7 співробітниками міністерств УНР та старшинами штабу Збірної Київської дивізії був вивезений до Харкова. 22 січня 1922 року був засуджений до розстрілу.
Страчений 16 лютого 1922 року.

## Вшанування пам'яті
- Його ім'я вибите серед інших на Меморіалі Героїв Базару.